# Zacazonapan (kommun)
Zacazonapan är en kommun i Mexiko.   Den ligger i delstaten Mexiko, i den södra delen av landet, 130 km väster om huvudstaden Mexico City.
Följande samhällen finns i Zacazonapan:
- Zacazonapan
- Arrastradero
- El Puerto
- Alcantarilla
- La Cañada